# Loreto (Agusan del Sur)
Loreto (Bayan ng Loreto) är en kommun i Filippinerna. Kommunen ligger på ön Mindanao, och tillhör provinsen Agusan del Sur. Folkmängden uppgår till 42 501 invånare år 2015.

## Barangayer
Loreto är indelat i 17 barangayer.
| - Binucayan - Johnson - Magaud - Nueva Gracia - Poblacion - San Isidro - San Mariano - San Vicente - Santa Teresa | - Santo Tomas - Violanta - Waloe - Kasapa - Katipunan - Kauswagan - Santo Niño - Sabud |